# Roberto Plano
Roberto Plano (Varèse, 1er août 1978) est un pianiste italien, vainqueur du concours de piano de Cleveland (2001) et lauréat aux concours Van Cliburn, Honens, Iturbi, Sendai, Geza Anda.

## Discographie
- Inspiration, Roberto Plano & Paolo Paliaga (2017, Da Vinci Classics)
- Franz Liszt, Harmonies poétiques et religieuses (28-30 septembre 2015, 2CD Decca 481 2479) (OCLC 980739412)
- Giovanni Sgambati, Quintettes avec piano et quatuors à cordes - Quatuor Noferini (26-28 octobre 2013, Brilliant Classics 94813) (OCLC 973708770)
- Bedřich Smetana, Feuilles d'album et autres pièces pour piano (1-3 mars 2013, Brilliant Classics 94788) (OCLC 876300420)
- Andrea Luchesi, Concertos pour piano - Roberto Plano, piano ; Orchestre Ferruccio Busoni, dir. Massimo Belli, (4-5 février 2013, Concerto Classics) (OCLC 869432188)
- Andrea Luchesi, [13] Sonates pour piano et 2 Rondos (2012, Concerto Classics) (OCLC 808679855)
- Andrea Luchesi, [6] Sonates pour piano, op. 1 (21-22 novembre 2012, Amadeus juillet 2013) (OCLC 891160811)
- Franz Liszt, Tre sonetti del Petrarca, due ballate, due leggende (2003, Azica Records ACD71222) (OCLC 53403743)
- Frédéric Chopin, Nocturnes op. 27 ; Franz Liszt, Polonaise n°2, Sposalizio, Sonetto del Petrarca n°104, Parafrasi sul Rigoletto ; Alexandre Scriabine, Sonata-Fantasia n°2 op. 19 (Sipario Dischi CG109C)